# Festival de la Canción de San Remo 2021

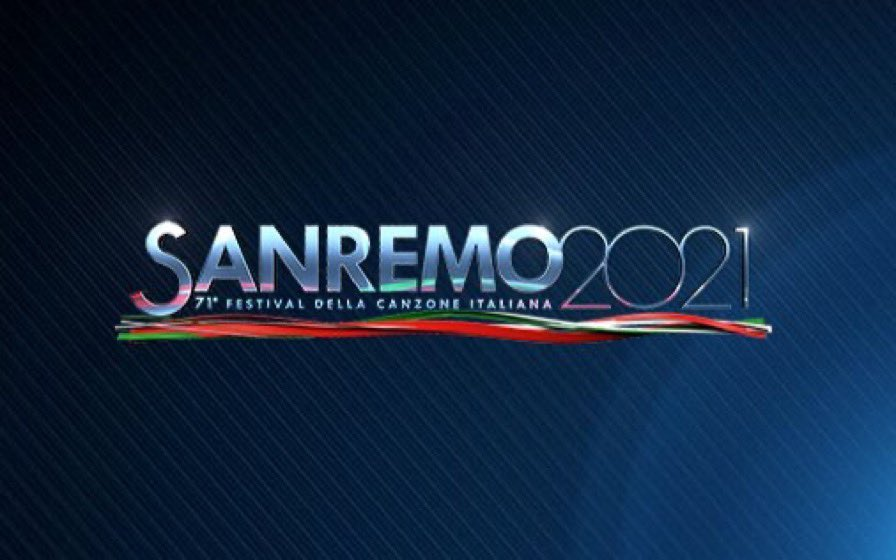
Logo oficial del 71° Festival de Sanremo - Sanremo 2021

El 71.º Festival de la Canción de San Remo 2021 se llevó a cabo en el Teatro Ariston de la ciudad de San Remo, entre el 2 y el 6 de marzo de 2021.
El festival fue presentado, igual que en 2020, por el conocido presentador italiano Amadeus, que también hizo la función de director artístico, y por Fiorello. Durante su tarea estuvieron acompañados cada noche por varias copresentadoras: Matilda De Angelis en la primera noche, Elodie en la segunda, Vittoria Ceretti en la tercera, Beatrice Venezi y Barbara Palombelli en la cuarta. El evento fue retransmitido en directo a nivel nacional por Rai 1 y Rai Radio 2, y a nivel internacional a través de Rai Italia e internet.
La canción vencedora de la sección "Campioni", principal competencia del certamen, fue Zitti e buoni, presentada por Måneskin. El triunfo nacional permitió que la banda romana fuera designada como representante de Italia en el Festival de la Canción de Eurovisión 2021 en Róterdam, Países Bajos, en cuya final el grupo acabó imponiéndose y regalándole a Italia su tercer título continental.

## Formato
El 71 Festival de San Remo 2021 tuvo lugar en el Teatro Ariston. La realización televisiva estuvo a cargo de Stefano Vicario (que ya dirigió las ediciones de 2004, 2005, 2009, 2012 y 2020), mientras la escenografía fue llevada a cabo por Gaetano Castelli, histórico escenógrafo del festival, y su hija Maria Chiara.

### Presentadores
El popular presentador Amadeus, que también tuvo el rol de director artístico, debutó como anfitrión del festival.

### Votación
Durante la celebración del festival fueron utilizados 4 métodos de votación distintos, que sirvieron para definir a los clasificados en las distintas rondas, y finalmente, al ganador del mismo:
- Televoto, a través de las llamadas desde números fijos y teléfonos móviles.
- Jurado de la prensa, compuesto por periodistas acreditados que se encontraban en la sala de prensa durante la celebración del concurso.
- Jurado demoscópico, integrado por un grupo de 300 personas, quienes votaban desde sus casas a través de un sistema electrónico manejado por Ipsos.
- Los músicos y coristas de la orquesta del festival.

Estos diferentes sistemas de votación tenían un peso distinto en la votación final de cada noche.

## Participantes

### SecciónCampioni
| Artista                                      | Última participación                | Canción (Traducción)                                            | Compositor(es)                                                                         |
| -------------------------------------------- | ----------------------------------- | --------------------------------------------------------------- | -------------------------------------------------------------------------------------- |
| Aiello                                       | Debutante                           | «Ora» (Ahora)                                                   | Aiello                                                                                 |
| Annalisa                                     | 2018                                | «Dieci» (Diez)                                                  | Annalisa, D. Simonetta, P. Antonacci, J. D’Amico                                       |
| Arisa                                        | 2019                                | «Potevi fare di più» (Podías hacer más)                         | G. D'Alessio                                                                           |
| Bugo                                         | 2020                                | «E invece sì» (En cambio sí)                                    | Bugo, A. Bonomo, S. Bertolotti                                                         |
| Colapesce Dimartino                          | Debutantes                          | «Musica leggerissima» (Música ligerísima)                       | Colapesce, Dimartino                                                                   |
| Coma_Cose                                    | Debutantes                          | «Fiamme negli occhi» (Llamas en los ojos)                       | F. Zanardelli, F. Mesiano, F. Dalè, C. Frigerio                                        |
| Ermal Meta                                   | 2018                                | «Un milione di cose da dirti» (Un millón de cosas que contarte) | E. Meta, R. Cardelli                                                                   |
| Extraliscio feat. Davide Toffolo             | Debutantes                          | «Bianca luce nera» (Blanca luz negra)                           | M. Mariani, Pacifico, E. Sgarbi                                                        |
| Fasma                                        | 2020 (en la sección Nuove Proposte) | «Parlami» (Háblame)                                             | Fasma, L. Zammarano                                                                    |
| Francesca Michielin y Fedez                  | 2016 y Debutante                    | «Chiamami per nome» (Llámame por mi nombre)                     | F. Michielin, Fedez, J. D’Amico, A. Mahmoud, A. Raina, D. Simonetta                    |
| Francesco Renga                              | 2019                                | «Quando trovo te» (Cuando te encuentro)                         | F. Renga, R. Casalino, D. Faini                                                        |
| Fulminacci                                   | Debutante                           | «Santa Marinella»                                               | Fulminacci                                                                             |
| Gaia                                         | Debutante                           | «Cuore amaro» (Corazón amargo)                                  | Gaia, J. Ettorre, G. Spedicato, D. Dezi                                                |
| Ghemon                                       | 2019                                | «Momento perfetto» (Momento perfecto)                           | Ghemon, S. Privitera, G. Seccia, D. Raciti                                             |
| Gio Evan                                     | Debutante                           | «Arnica»                                                        | G. Evan, F. Catitti                                                                    |
| Irama                                        | 2019                                | «La genesi del tuo colore» (La génesis de tu color)             | Irama, Dardust, G. Nenna                                                               |
| La Rappresentante di Lista                   | Debutantes                          | «Amare» (Amar)                                                  | V. Lucchesi, D. Mangiaracina, Dardust, R. Cammarata                                    |
| Lo Stato Sociale                             | 2018                                | «Combat pop»                                                    | A. Cazzola, F. Draicchio, J. Ettorre, L. Guenzi, A. Guidetti, E. Roberto, M. Romagnoli |
| Madame                                       | Debutante                           | «Voce» (Voz)                                                    | Madame, Dardust, E. Botta                                                              |
| Malika Ayane                                 | 2015                                | «Ti piaci così» (Te gustas así)                                 | M. Ayane, Pacifico, A. Flora, R. Rampino                                               |
| Måneskin                                     | Debutantes                          | «Zitti e buoni» (Callados y buenos)                             | D. David, T. Raggi, V. De Angelis, E. Torchio                                          |
| Max Gazzè y la Trifluoperazina Monstery Band | 2018                                | «Il farmacista» (El farmacéutico)                               | F. Gazzè, M. Gazzè, F. De Benedittis                                                   |
| Noemi                                        | 2018                                | «Glicine» (Glicina)                                             | Tattroli, G. Lubrano, D. Faini, F. Fugazza                                             |
| Orietta Berti                                | 1992                                | «Quando ti sei innamorato» (Cuando te enamoraste)               | F. Boccia, C. Esposito, M. Rettani                                                     |
| Random                                       | Debutante                           | «Torno a te» (Regreso a tí)                                     | Random, Zenit                                                                          |
| Willie Peyote                                | Debutante                           | «Mai dire mai (la locura)» (Nunca digas nunca (la locura))      | W. Peyote, C. Cavalieri D’Oro, D. Bestonzo, G. Petrelli                                |

### SecciónNuove proposte
| Artista       | Canción (Traducción)                   | Compositor(es)                                    |
| ------------- | -------------------------------------- | ------------------------------------------------- |
| Avincola      | «Goal!»                                | Avincola                                          |
| Davide Shorty | «Regina» (Reina)                       | D. Shorty, C. Guarcello, D. Savarese e E. Triglia |
| Dellai        | «Io sono Luca» (Yo soy Luca)           | L. Dellai e M. Dellai                             |
| Elena Faggi   | «Che ne so» (Qué sé)                   | E. Faggi e F. Faggi                               |
| Folcast       | «Scopriti» (Descúbrete)                | Folcast, T. Colliva e R. Scogna                   |
| Gaudiano      | «Polvere da sparo» (Pólvora)           | Gaudiano e F. Cataldo                             |
| Greta Zuccoli | «Ogni cosa sa di te» (Todo sabe a ti)  | G. Zuccoli                                        |
| Wrongonyou    | «Lezioni di volo» (Lecciones de vuelo) | Wrongonyou, A. Al Kassem e R. Sciré               |

## Celebración del festival

### Primera noche

#### Campioni
En la primera noche se presentaron los primeros 13 candidatos de la sección "Campioni", cada uno con la canción en competición. Las interpretaciones fueron votadas por el jurado demoscópico y, al término de las votaciones, fue desvelada una clasificación provisional.
| Orden | Artista                                      | Canción             | Votos primera noche | Clasif. general |
| Orden | Artista                                      | Canción             | Jurado demoscópico  | Posición        |
| ----- | -------------------------------------------- | ------------------- | ------------------- | --------------- |
| 1     | Arisa                                        | Potevi fare di più  | 6                   | 11              |
| 2     | Colapesce e Dimartino                        | Musica leggerissima | 9                   | 17              |
| 3     | Aiello                                       | Ora                 | 13                  | 26              |
| 4     | Francesca Michielin e Fedez                  | Chiamami per nome   | 4                   | 7               |
| 5     | Max Gazzè e la Trifluoperazina Monstery Band | Il farmacista       | 8                   | 16              |
| 6     | Noemi                                        | Glicine             | 2                   | 5               |
| 7     | Madame                                       | Voce                | 11                  | 20              |
| 8     | Måneskin                                     | Zitti e buoni       | 7                   | 15              |
| 9     | Ghemon                                       | Momento perfetto    | 12                  | 25              |
| 10    | Coma_Cose                                    | Fiamme negli occhi  | 10                  | 18              |
| 11    | Annalisa                                     | Dieci               | 1                   | 2               |
| 12    | Francesco Renga                              | Quando trovo te     | 5                   | 10              |
| 13    | Fasma                                        | Parlami             | 3                   | 6               |

#### Nuove Proposte
En esta primera noche también participaron 4 de los 8 candidatos en la sección "Nuove Proposte", esta vez enfrentándose en dos duelos directos. Los temas fueron votados por el jurado demoscópico y las dos canciones que resultaron ganadoras, lograron el pase directo a las semifinales, que se celebrarán en la tercera noche.
| Orden | Artista     | Canción          | Votos primera noche      | Votos primera noche       | Votos primera noche | Total  |
| Orden | Artista     | Canción          | Jurado demoscópico (33%) | Jurado de la prensa (33%) | Televoto (34%)      | Total  |
| ----- | ----------- | ---------------- | ------------------------ | ------------------------- | ------------------- | ------ |
| 1     | Gaudiano    | Polvere da sparo | 26,26%                   | 26,20%                    | 36,88%              | 29,85% |
| 2     | Elena Faggi | Che ne so        | 23,42%                   | 22,79%                    | 17,28%              | 21,12% |
| 3     | Avincola    | Goal!            | 24,27%                   | 24,17%                    | 22,37%              | 23,59% |
| 4     | Folcast     | Scopriti         | 26,05%                   | 26,85%                    | 23,47%              | 25,47% |

Artistas invitados
- Diodato interpretó Fai rumore, Fino a farci scomparire y Che vita meravigliosa
- Zlatan Ibrahimović
- Alessia Bonari
- Loredana Bertè interpretó Il mare d'inverno, Dedicato, Non sono una signora, Sei bellissima y Figlia di...
- Achille Lauro interpretó Solo noi en el cuadro Glam Rock
- Banda musicale della Polizia di Stato, Ol'ga Zacharova y Stefano Di Battista interpretaron Libertango de Astor Piazzolla y Como una cabeza de Carlos Gardel

### Segunda noche

#### Campioni
En la segunda noche se exhibieron los 13 candidatos restantes de la sección "Campioni" y fueron votados mediante el mismo mecanismo del día anterior. Al término de la velada, además, se mostró una segunda clasificación con todos los 26 artistas con sus respectivas canciones y la posición obtenida sumando los votos de la primera y de la segunda noche.
| Orden | Artista                          | Canción                     | Votos primera noche | Clasif. general |
| Orden | Artista                          | Canción                     | Jurado demoscópico  | Posición        |
| ----- | -------------------------------- | --------------------------- | ------------------- | --------------- |
| 1     | Orietta Berti                    | Quando ti sei innamorato    | 11                  | 22              |
| 2     | Bugo                             | E invece sì                 | 13                  | 24              |
| 3     | Gaia                             | Cuore amaro                 | 6                   | 12              |
| 4     | Lo Stato Sociale                 | Combat Pop                  | 4                   | 8               |
| 5     | La Rappresentante di Lista       | Amare                       | 8                   | 14              |
| 6     | Malika Ayane                     | Ti piaci così               | 3                   | 4               |
| 7     | Ermal Meta                       | Un milione di cose da dirti | 1                   | 1               |
| 8     | Extraliscio feat. Davide Toffolo | Bianca luce nera            | 9                   | 19              |
| 9     | Random                           | Torno a te                  | 12                  | 23              |
| 10    | Fulminacci                       | Santa Marinella             | 7                   | 13              |
| 11    | Willie Peyote                    | Mai dire mai (la locura)    | 5                   | 9               |
| 12    | Gio Evan                         | Arnica                      | 10                  | 21              |
| 13    | Irama                            | La genesi del tuo colore    | 2                   | 3               |

##### Clasificación provisional de la sección Campioni
| Artista                                      | Canción                     | Votación conjunta (1ª y 2ª noches) |
| Artista                                      | Canción                     | Posición                           |
| -------------------------------------------- | --------------------------- | ---------------------------------- |
| Ermal Meta                                   | Un milione di cose da dirti | 1                                  |
| Annalisa                                     | Dieci                       | 2                                  |
| Irama                                        | La genesi del tuo colore    | 3                                  |
| Malika Ayane                                 | Ti piaci così               | 4                                  |
| Noemi                                        | Glicine                     | 5                                  |
| Fasma                                        | Parlami                     | 6                                  |
| Francesca Michielin e Fedez                  | Chiamami per nome           | 7                                  |
| Lo Stato Sociale                             | Combat Pop                  | 8                                  |
| Willie Peyote                                | Mai dire mai (la locura)    | 9                                  |
| Francesco Renga                              | Quando trovo te             | 10                                 |
| Arisa                                        | Potevi fare di più          | 11                                 |
| Gaia                                         | Cuore amaro                 | 12                                 |
| Fulminacci                                   | Santa Marinella             | 13                                 |
| La Rappresentante di Lista                   | Amare                       | 14                                 |
| Måneskin                                     | Zitti e buoni               | 15                                 |
| Max Gazzè e la Trifluoperazina Monstery Band | Il farmacista               | 16                                 |
| Colapesce e Dimartino                        | Musica leggerissima         | 17                                 |
| Coma_Cose                                    | Fiamme negli occhi          | 18                                 |
| Extraliscio feat. Davide Toffolo             | Bianca luce nera            | 19                                 |
| Madame                                       | Voce                        | 20                                 |
| Gio Evan                                     | Arnica                      | 21                                 |
| Orietta Berti                                | Quando ti sei innamorato    | 22                                 |
| Random                                       | Torno a te                  | 23                                 |
| Bugo                                         | E invece sì                 | 24                                 |
| Ghemon                                       | Momento perfetto            | 25                                 |
| Aiello                                       | Ora                         | 26                                 |

#### Nuove Proposte
Además, esta noche se presentaron los 4 participantes restantes de la sección "Nuove Proposte", con la misma modalidad de duelos y el mismo sistema de votación del día anterior. Las dos canciones ganadoras accedieron directamente a la final de la cuarta noche.
| Orden | Artista       | Canción            | Votos primera noche      | Votos primera noche       | Votos primera noche | Total  |
| Orden | Artista       | Canción            | Jurado demoscópico (33%) | Jurado de la prensa (33%) | Televoto (34%)      | Total  |
| ----- | ------------- | ------------------ | ------------------------ | ------------------------- | ------------------- | ------ |
| 1     | Wrongonyou    | Lezioni di volo    | 26,01%                   | 26,59%                    | 24,45%              | 25,67% |
| 2     | Greta Zuccoli | Ogni cosa sa di te | 23,78%                   | 23,42%                    | 25,98%              | 24,41% |
| 3     | Davide Shorty | Regina             | 25,00%                   | 26,82%                    | 30,51%              | 27,47% |
| 4     | Dellai        | Io sono Luca       | 25,22%                   | 23,17%                    | 19,07%              | 22,45% |

Artistas invitados
- Zlatan Ibrahimović (desde Milán)
- Achille Lauro, Claudio Santamaria y Francesca Barra interpretaron Bam Bam Twist en el cuadro Rock 'n' Roll
- Il Volo y Andrea Morricone en un homenaje a Ennio Morricone
- Gigi D'Alessio, Enzo Dong, Ivan Granatino, Lele Blade, Samurai Jay y Max D'Ambra interpretaron Guagliune
- Cristiana Girelli
- Laura Pausini interpretó Io sì (Seen)
- Gigliola Cinquetti interpretó Non ho l'età (per amarti) y Dio, come ti amo
- Fausto Leali interpretó Mi manchi y Io amo
- Marcella Bella interpretó Senza un briciolo di testa e Montagne verdi
- Alex Schwazer

### Tercera noche:Canzone d'autore

#### Campioni
Durante la tercera noche, denominada Canzone d'autore, se presentaron los 26 participantes de la sección "Campioni" con canciones que forman parte de la historia de la música de autor. Los artistas pudieron elegir estar acompañados por invitados, ya fueran italianos o extranjeros. Todas las exhibiciones fueron valoradas por los miembros de la orquesta.
| Orden | Artista - Invitado                                                                                    | Canción (Intérprete original)                         | Votación tercera noche | Clasif. general |
| Orden | Artista - Invitado                                                                                    | Canción (Intérprete original)                         | Jurado de la orquesta  | Posición        |
| ----- | --- | ----------------------------------------------------- | ---------------------- | --------------- |
| 1     | Noemi - Neffa                                                                                         | Prima di andare via (Neffa - 2003)                    | 17º posto              | 12              |
| 2     | Fulminacci - Valerio Lundini e Roy Paci                                                               | Penso positivo (Jovanotti - 1994)                     | 15º posto              | 15              |
| 3     | Francesco Renga - Casadilego                                                                          | Una ragione di più (Ornella Vanoni - 1969)            | 19º posto              | 18              |
| 4     | Extraliscio feat. Davide Toffolo - Peter Pichler                                                      | Rosamunda (medley)                                    | 3º posto               | 8               |
| 5     | Fasma - Nesli                                                                                         | La fine (Nesli - 2009)                                | 20º posto              | 16              |
| 6     | Bugo - Pinguini Tattici Nucleari                                                                      | Un'avventura (Lucio Battisti - 1969)                  | 23º posto              | 23              |
| 7     | Francesca Michielin e Fedez                                                                           | E allora felicità (medley)                            | 21º posto              | 19              |
| 8     | Irama                                                                                                 | Cyrano (Francesco Guccini - 1996)                     | 13º posto              | 5               |
| 9     | Måneskin - Manuel Agnelli                                                                             | Amandoti (CCCP - Fedeli alla linea - 1990)            | 6º posto               | 10              |
| 10    | Random - The Kolors                                                                                   | Ragazzo fortunato (Jovanotti - 1992)                  | 25º posto              | 24              |
| 11    | Willie Peyote - Samuele Bersani                                                                       | Giudizi universali (Samuele Bersani - 1997)           | 4º posto               | 3               |
| 12    | Orietta Berti - Le Deva                                                                               | Io che amo solo te (Sergio Endrigo - 1962)            | 2º posto               | 9               |
| 13    | Gio Evan - los cantantes de The Voice Senior (Erminio Sinni, Elena Ferretti, Ann Harper, Gianni Pera) | Gli anni (883 - 1995)                                 | 24º posto              | 22              |
| 14    | Ghemon - Neri per Caso                                                                                | L'essere infinito (L.E.I) (medley)                    | 10º posto              | 20              |
| 15    | La Rappresentante di Lista - Donatella Rettore                                                        | Splendido Splendente (Donatella Rettore - 1979)       | 9º posto               | 11              |
| 16    | Arisa - Michele Bravi                                                                                 | Quando (Pino Daniele - 1991)                          | 5º posto               | 4               |
| 17    | Madame                                                                                                | Prisencolinensinainciusol (Adriano Celentano - 1972)  | 18º posto              | 21              |
| 18    | Lo Stato Sociale - Emanuela Fanelli, Francesco Pannofino y los trabajadores del entretenimiento       | Non è per sempre (Afterhours - 1999)                  | 11º posto              | 6               |
| 19    | Annalisa - Federico Poggipollini                                                                      | La musica è finita (Ornella Vanoni - 1967)            | 7º posto               | 2               |
| 20    | Gaia - Lous and the Yakuza                                                                            | Mi sono innamorato di te (Luigi Tenco - 1962)         | 12º posto              | 14              |
| 21    | Colapesce y Dimartino                                                                                 | Povera patria (Franco Battiato - 1991)                | 14º posto              | 17              |
| 22    | Coma_Cose - Alberto Radius e Mamakass                                                                 | Il mio canto libero (Lucio Battisti - 1972)           | 26º posto              | 26              |
| 23    | Malika Ayane                                                                                          | Insieme a te non ci sto più (Caterina Caselli - 1968) | 16º posto              | 7               |
| 24    | Max Gazzè - Daniele Silvestri e Magical Mistery Band                                                  | Del mondo (C.S.I. - 1994)                             | 8º posto               | 13              |
| 25    | Ermal Meta - Napoli Mandolin Orchestra                                                                | Caruso (Lucio Dalla - 1986)                           | 1º posto               | 1               |
| 26    | Aiello - Vegas Jones                                                                                  | Gianna (Rino Gaetano - 1978)                          | 22º posto              | 25              |

Artistas invitados
- Negramaro interpretaron 4/3/1943, Meraviglioso, Contatto y La cura del tempo
- Zlatan Ibrahimović
- Valeria Fabrizi
- Siniša Mihajlović y Donato Grande
- Antonella Ferrari
- Achille Lauro con Emma Marrone e Monica Guerritore interpretó Penelope en el cuadro Popular Music

### Cuarta noche

#### Campioni
En la cuarta noche los 26 intérpretes de la sección "Campioni" volvieron a cantar sus propias canciones. Los temas fueron juzgados en esta ocasión por el jurado de la prensa, cuyos votos se sumaron con aquellos de los días anteriores y se mostró una nueva clasificación con las posiciones actualizadas.
| Orden | Artista                          | Canción                     | Votación cuarta noche | Clasif. general |
| Orden | Artista                          | Canción                     | Jurado de la prensa   | Posición        |
| ----- | -------------------------------- | --------------------------- | --------------------- | --------------- |
| 1     | Annalisa                         | Dieci                       | 17º posto             | 4               |
| 2     | Aiello                           | Ora                         | 25º posto             | 26              |
| 3     | Måneskin                         | Zitti e buoni               | 2º posto              | 5               |
| 4     | Noemi                            | Glicine                     | 6º posto              | 10              |
| 5     | Orietta Berti                    | Quando ti sei innamorato    | 12º posto             | 12              |
| 6     | Colapesce e Dimartino            | Musica leggerissima         | 1º posto              | 8               |
| 7     | Max Gazzè                        | Il farmacista               | 14º posto             | 14              |
| 8     | Willie Peyote                    | Mai dire mai (la locura)    | 3º posto              | 2               |
| 9     | Malika Ayane                     | Ti piaci così               | 9º posto              | 9               |
| 10    | La Rappresentante di Lista       | Amare                       | 4º posto              | 7               |
| 11    | Madame                           | Voce                        | 10º posto             | 18              |
| 12    | Arisa                            | Potevi fare di più          | 7º posto              | 3               |
| 13    | Coma_Cose                        | Fiamme negli occhi          | 13º posto             | 22              |
| 14    | Fasma                            | Parlami                     | 21º posto             | 19              |
| 15    | Lo Stato Sociale                 | Combat pop                  | 15º posto             | 11              |
| 16    | Francesca Michielin e Fedez      | Chiamami per nome           | 11º posto             | 17              |
| 17    | Irama                            | La genesi del tuo colore    | 8º posto              | 6               |
| 18    | Extraliscio feat. Davide Toffolo | Bianca luce nera            | 18º posto             | 13              |
| 19    | Ghemon                           | Momento perfetto            | 19º posto             | 20              |
| 20    | Francesco Renga                  | Quando trovo te             | 22º posto             | 21              |
| 21    | Gio Evan                         | Arnica                      | 24º posto             | 23              |
| 22    | Ermal Meta                       | Un milione di cose da dirti | 5º posto              | 1               |
| 23    | Bugo                             | E invece sì                 | 23º posto             | 24              |
| 24    | Fulminacci                       | Santa Marinella             | 16º posto             | 15              |
| 25    | Gaia                             | Cuore amaro                 | 20º posto             | 16              |
| 26    | Random                           | Torno a te                  | 26º posto             | 25              |

#### Nuove Proposte - Final
En la sección "Nuove Proposte" participaron los 4 participantes clasificados en las dos noches anteriores. La votación tuvo lugar con un sistema mixto compuesto del jurado demoscópico (33%), del jurado de la prensa (33%) y del televoto (34%) y las dos canciones ganadoras pasaron a la final en la misma noche. Al término de la noche se proclamó la canción ganadora de esta sección.
| Orden | Artista       | Canción          | Votos tercera noche      | Votos tercera noche       | Votos tercera noche | Total  |
| Orden | Artista       | Canción          | Jurado demoscópico (33%) | Jurado de la prensa (33%) | Televoto (34%)      | Total  |
| ----- | ------------- | ---------------- | ------------------------ | ------------------------- | ------------------- | ------ |
| 1     | Davide Shorty | Regina           | 24,23%                   | 24,96%                    | 27,07%              | 25,44% |
| 2     | Folcast       | Scopriti         | 24,16%                   | 24,74%                    | 23,36%              | 24,08% |
| 3     | Gaudiano      | Polvere da sparo | 25,83%                   | 24,56%                    | 33,46%              | 28,01% |
| 4     | Wrongonyou    | Lezioni di volo  | 25,78%                   | 25,74%                    | 16,12%              | 22,48% |

Artistas invitados
- Zlatan Ibrahimović
- Achille Lauro con Boss Doms y Fiorello interpretó Rolls Royce y Me ne frego en el cuadro Punk Rock
- Alessandra Amoroso interpretó Pezzo di cuore con Emma Marrone y Una notte in Italia
- Matilde Gioli en un homenaje a los trabajadores del entretenimiento
- Mahmood interpretó un medley Rapide/Inuyasha/Barrio/Calipso/Dorado/Soldi
- Enzo Avitabile con los Bottari di Portico interpretó Caravan petrol (homenaje a Renato Carosone)

### Quinta noche: Final
En el transcurso de la noche final actuarán nuevamente los 20 participantes de la sección "Campioni" con sus canciones en competición.
Las votaciones tendrán lugar con un sistema mixto compuesto del jurado demoscópico (33%), del jurado de prensa (33%) y del televoto (34%), que determinará la clasificación definitiva de la cuarta a la vigésima posición.
De igual modo habrá una nueva ronda de votaciones para los primeros tres clasificados (donde no será tenido en cuenta el voto precedente) y a continuación será decretada la canción ganadora del Festival.
| Orden | Artista                          | Canción                     | Votación quinta noche | Clasif. general | Clasif. general |
| Orden | Artista                          | Canción                     | Televoto (34%)        | %               | Posición        |
| ----- | -------------------------------- | --------------------------- | --------------------- | --------------- | --------------- |
| 1     | Ghemon                           | Momento perfetto            | 1,13%                 | 3,01            | 21              |
| 2     | Gaia                             | Cuore amaro                 | 1,12%                 | 3,16            | 19              |
| 3     | Irama                            | La genesi del tuo colore    | 7,74%                 | 5,10            | 5               |
| 4     | Gio Evan                         | Arnica                      | 1,01%                 | 2,59            | 23              |
| 5     | Ermal Meta                       | Un milione di cose da dirti | 8,48%                 | 5,60            | 3               |
| 6     | Fulminacci                       | Santa Marinella             | 1,74%                 | 3,36            | 16              |
| 7     | Francesco Renga                  | Quando trovo te             | 1,12%                 | 2,87            | 22              |
| 8     | Extraliscio feat. Davide Toffolo | Bianca luce nera            | 2,29%                 | 3,60            | 12              |
| 9     | Colapesce e Dimartino            | Musica leggerissima         | 8,10%                 | 5,14            | 4               |
| 10    | Malika Ayane                     | Ti piaci così               | 1,13%                 | 3,40            | 15              |
| 11    | Francesca Michielin e Fedez      | Chiamami per nome           | 16,02%                | 6,86            | 1               |
| 12    | Willie Peyote                    | Mai dire mai (la locura)    | 5,86%                 | 4,80            | 6               |
| 13    | Orietta Berti                    | Quando ti sei innamorato    | 4,05%                 | 4,10            | 9               |
| 14    | Arisa                            | Potevi fare di più          | 3,29%                 | 4,03            | 10              |
| 15    | Bugo                             | E invece sì                 | 0,90%                 | 2,48            | 24              |
| 16    | Måneskin                         | Zitti e buoni               | 13,02%                | 6,45            | 2               |
| 17    | Madame                           | Voce                        | 5,37%                 | 4,16            | 8               |
| 18    | La Rappresentante di Lista       | Amare                       | 2,68%                 | 3,80            | 11              |
| 19    | Annalisa                         | Dieci                       | 4,72%                 | 4,38            | 7               |
| 20    | Coma_Cose                        | Fiamme negli occhi          | 2,67%                 | 3,09            | 20              |
| 21    | Lo Stato Sociale                 | Combat pop                  | 1,79%                 | 3,53            | 13              |
| 22    | Random                           | Torno a te                  | 0,45%                 | 2,23            | 26              |
| 23    | Max Gazzè                        | Il farmacista               | 0,66%                 | 3,16            | 17              |
| 24    | Noemi                            | Glicine                     | 1,60%                 | 3,49            | 14              |
| 25    | Fasma                            | Parlami                     | 1,69%                 | 3,16            | 18              |
| 26    | Aiello                           | Ora                         | 1,38%                 | 2,45            | 25              |

#### Final a 3
| Orden | Artista                     | Canción                     | Votación quinta noche  | Votación quinta noche | Votación quinta noche | Clasif. general | Clasif. general |
| Orden | Artista                     | Canción                     | Jur. Demoscópico (33%) | Jur. Prensa (33%)     | Televoto (34%)        | %               | Posición        |
| ----- | --------------------------- | --------------------------- | ---------------------- | --------------------- | --------------------- | --------------- | --------------- |
| 1     | Ermal Meta                  | Un milione di cose da dirti | 33,89%                 | 34,71%                | 18,21%                | 28,83%          | 3               |
| 2     | Francesca Michielin e Fedez | Chiamami per nome           | 33,13%                 | 30,13%                | 28,26%                | 30,49%          | 2               |
| 3     | Måneskin                    | Zitti e buoni               | 32,97%                 | 35,16%                | 53,53%                | 40,68%          | 1               |

Artistas invitados
- Zlatan Ibrahimović
- Achille Lauro y Giacomo Castellana (bailarino de la Opera de Roma) interpretó C'est la vie en el cuadro Esseri Umani
- Banda musicale della Marina militare interpretaron Il Canto degli Italiani
- Serena Rossi
- Urban Theory y Fiorello en un homenaje a Little Tony con La spada nel cuore, La donna di picche, Quando vedrai la mia ragazza, Profumo di mare (Love Boat), Cuore matto, Riderà
- Giovanna Botteri
- Tecla Insolia
- Alberto Tomba e Federica Pellegrini - Lanzamiento de la votación para el logotipo oficial de los Juegos Olímpicos de Milán-Cortina d'Ampezzo 2026
- Umberto Tozzi interpretó Dimentica, dimentica, Ti amo, Stella stai, Tu y Gloria
- Ornella Vanoni interpretó Medley Una ragione di più/La musica è finita/Mi sono innamorato di te/Domani è un altro giorno y Un sorriso dentro al pianto con Francesco Gabbani
- Riccardo Fogli interpretó Storie di tutti i giorni
- Michele Zarrillo interpretó La notte dei pensieri y Cinque giorni
- Paolo Vallesi interpretó La forza della vita
- Dardust

## Audiencias
San Remo 2021 se emitió en directo en RAI1 y para todo el mundo en RAI Play. 
A continuación se muestra una tabla con los datos obtenidos en la emisión en directo de las galas en RAI1:
| Gala          | Fecha      | Audiencia          |
| ------------- | ---------- | ------------------ |
| Serata 1      | 02/03/2021 | 8.363.000 (46,6%)  |
| Serata 2      | 03/03/2021 | 7.586.000 (42,1%)  |
| Serata 3      | 04/03/2021 | 7.653.000 (44,3%)  |
| Serata 4      | 05/03/2021 | 8.014.000 (44,7%)  |
| Serata Finale | 06/03/2021 | 10.715.000 (53,5%) |

## Comisión musical
Como en la edición anterior, la comisión musical trabaja solo para la categoría Nuove Proposte.
Los miembros de la comisión musical son:
- Amadeus
- Gianmarco Mazzi
- Lucio Presta
- Claudio Fasulo
- Massimo Martelli
- Leonardo de Amicis